# Erzhausen, Niedersachsen
Erzhausen är en stadsdel i Einbeck i distriktet (Landkreis) Northeim i förbundslandet Niedersachsen i Tyskland. Den ligger i den nordöstra delen av Einbeck.

## Historia
Orten nämns 1197 för första gången i en urkund.
Istället sammanslogs Erzhausen och Kreiensen den 1 mars 1974.
Istället sammanslogs Kreiensen och Einbeck den 1 januari 2013.

## Historiska namn
- före 1197: Eddingehusen
- 1197: Erdishusen
- 1974: Erzhausen (och Kreiensen-Erzhausen)
- i dag: Erzhausen (och Einbeck-Erzhausen)

## Galleri

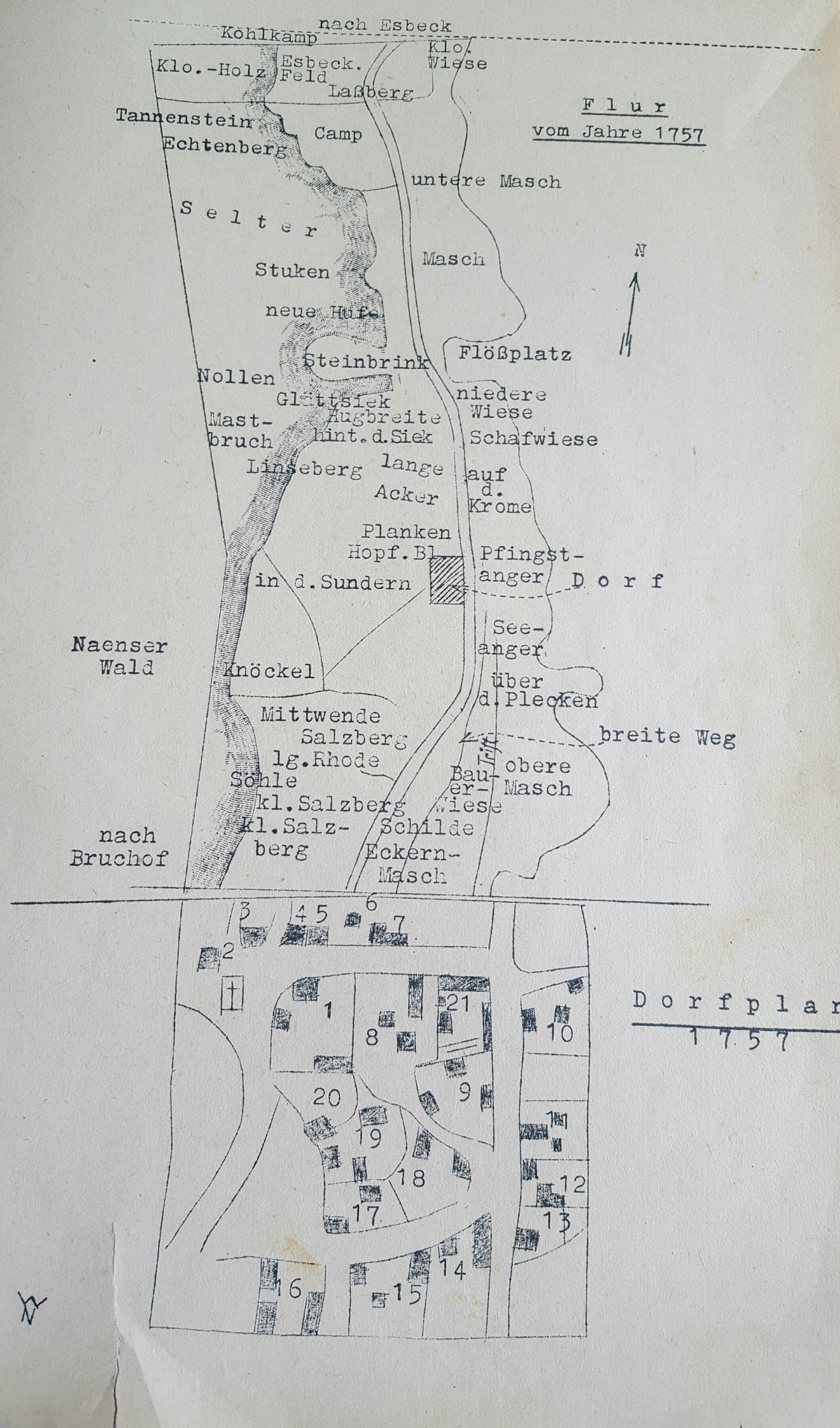
Karta av 1757.
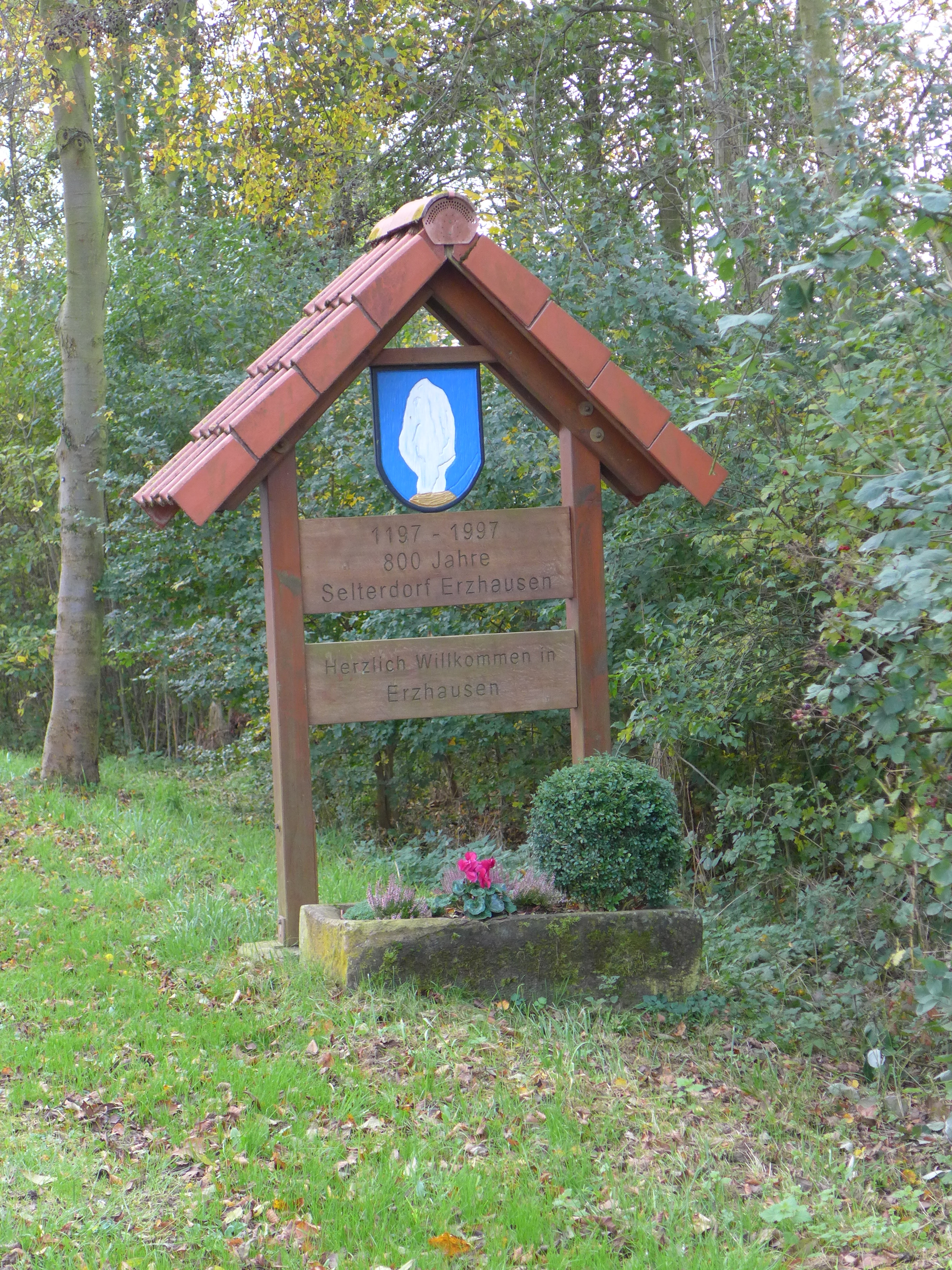
Monument "800 Jahre Erzhausen", 2014.
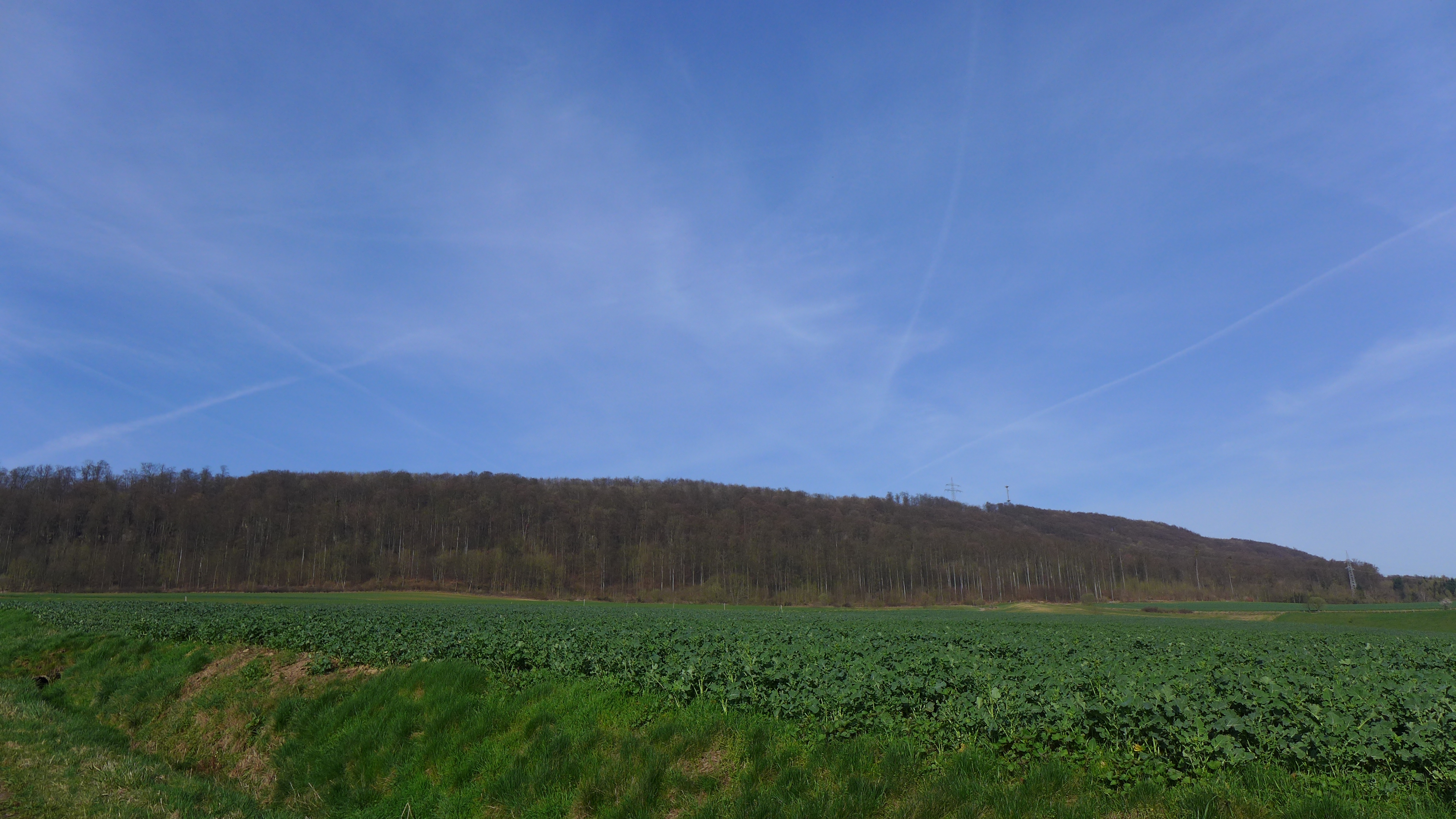
Fjäll "Selter", 2017.
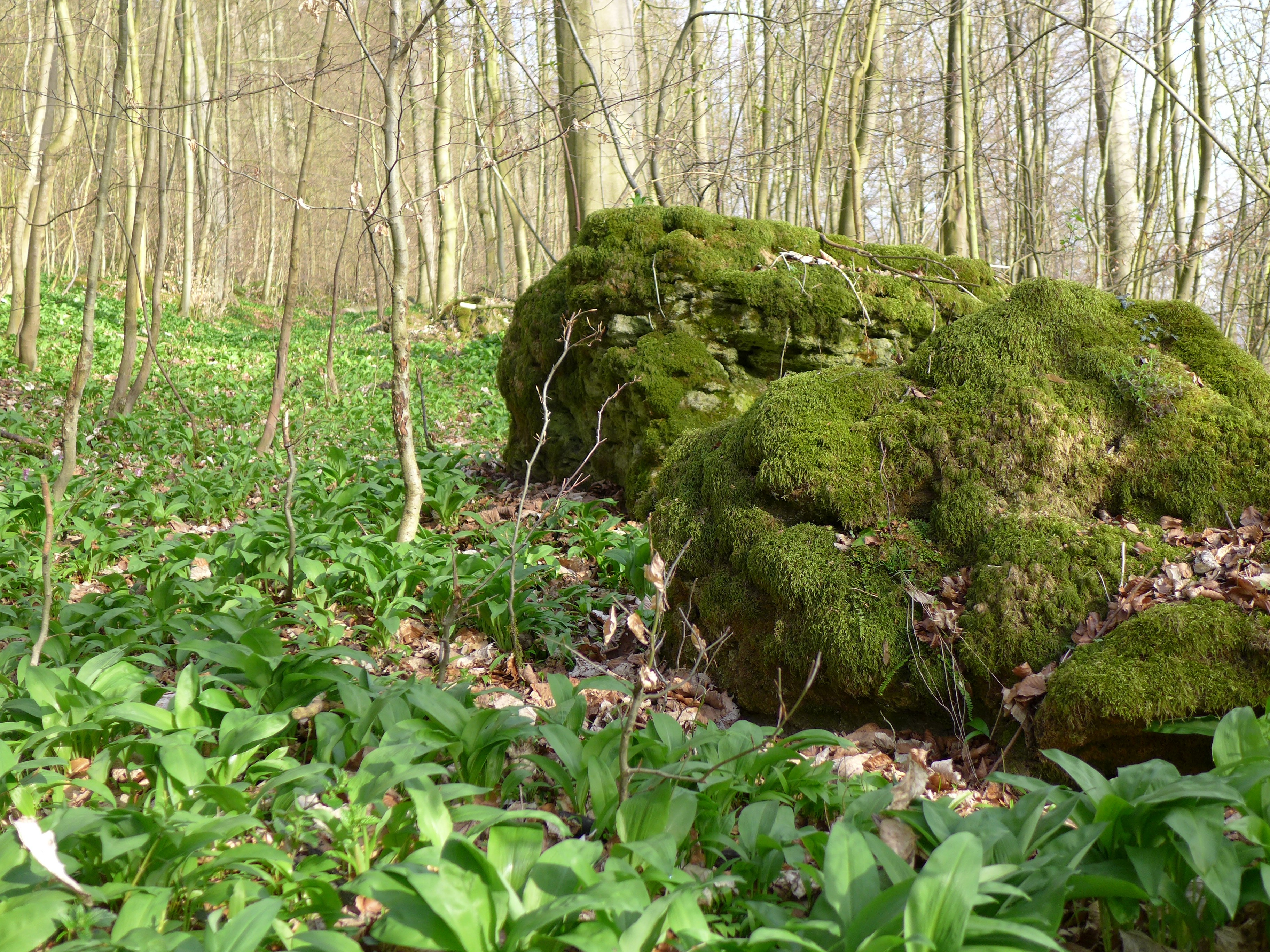
Klint "Selterklippen", 2017.
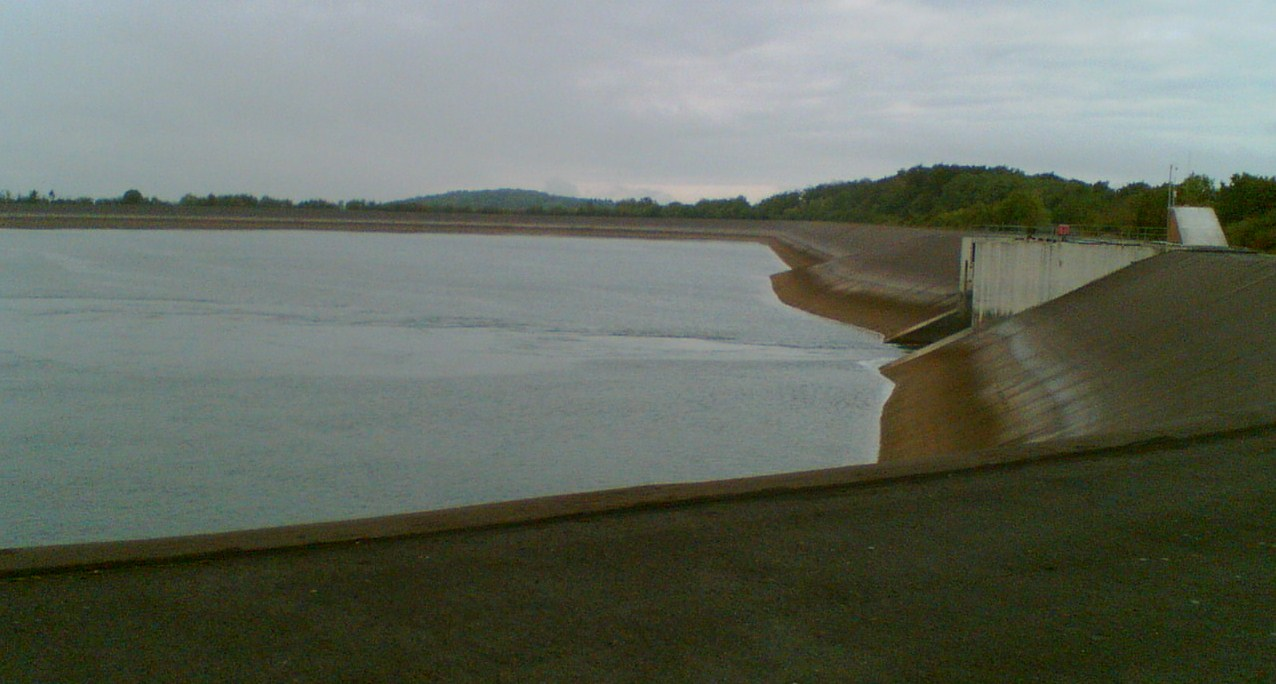
Pumpkraftverk Erzhausen/Överbäcken "Oberbecken Erzhausen", 2013.
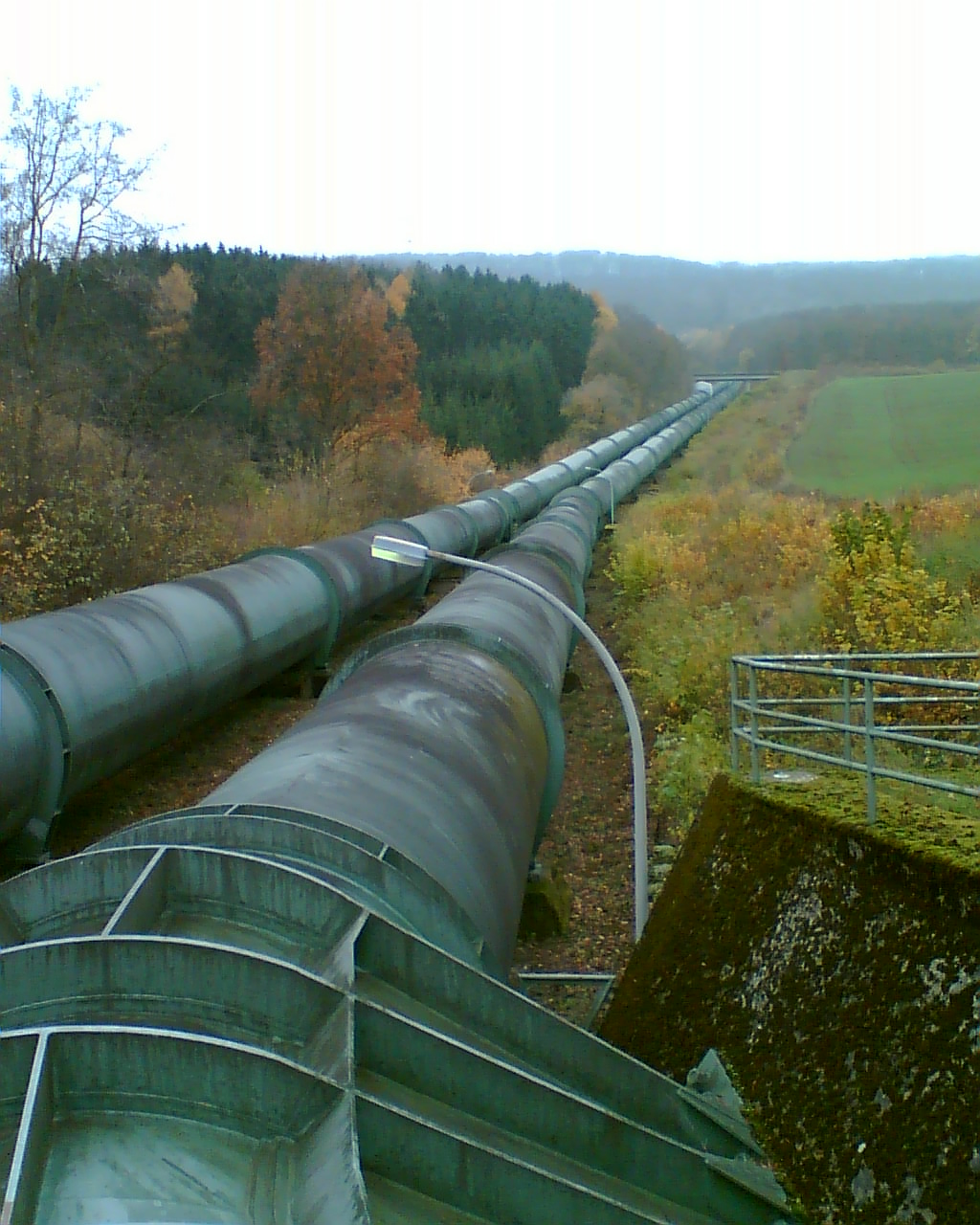
Rörledning, 2012.
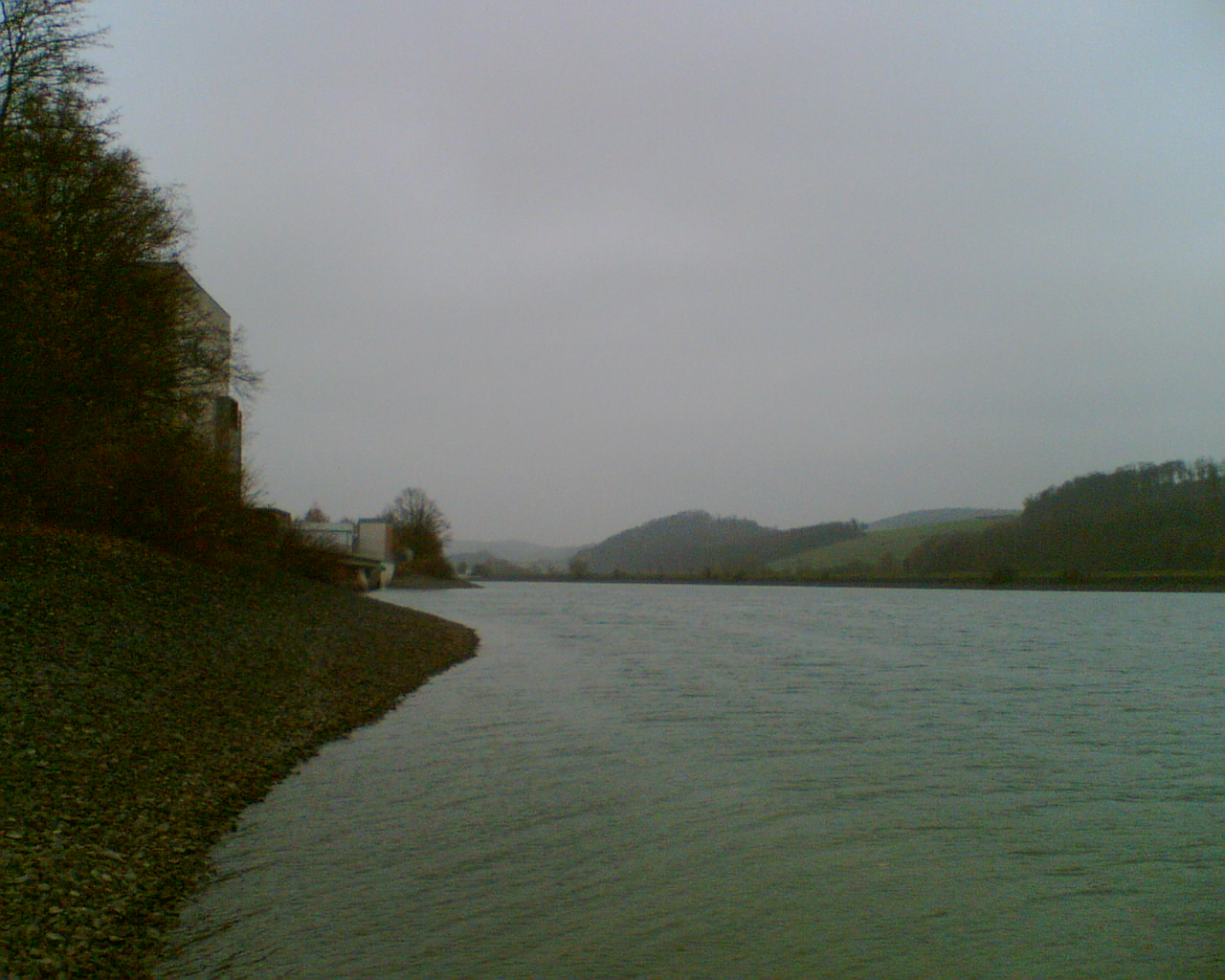
Pumpkraftverk Erzhausen/Underbäcken "Unterbecken Erzhausen", 2012.
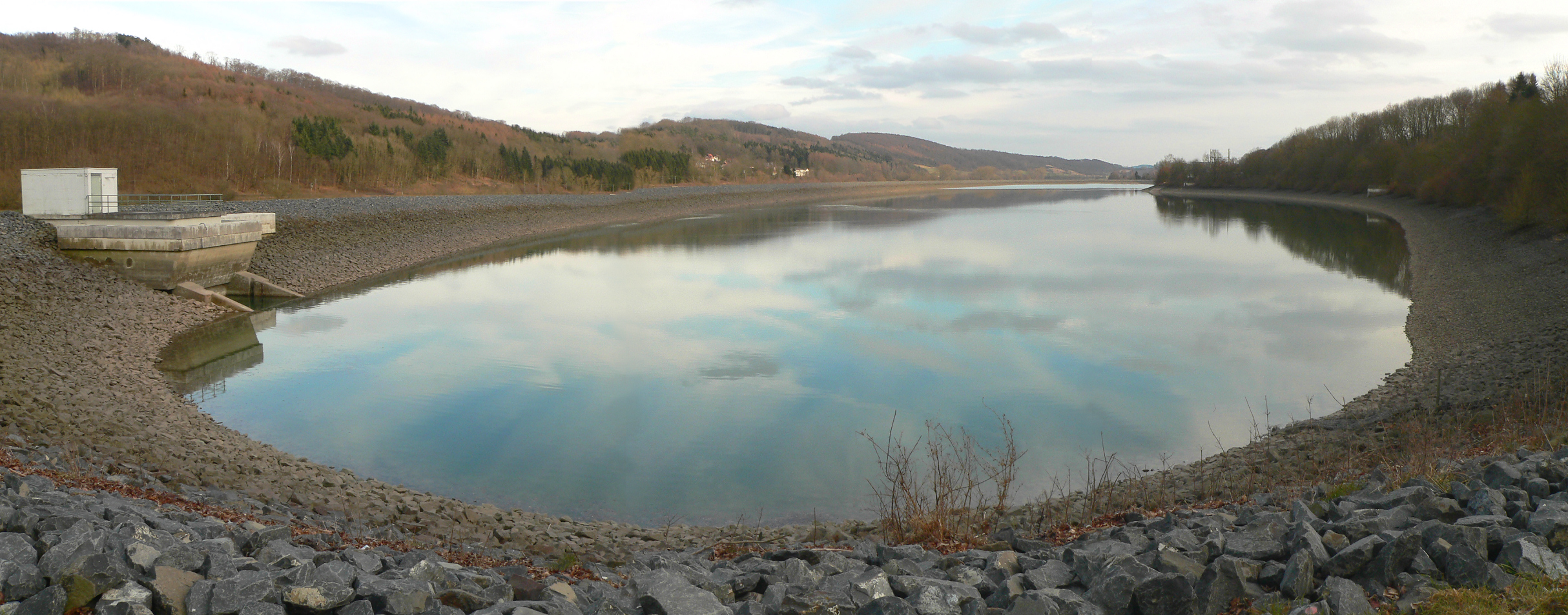
Underbäcken, 2018.